# Raymond Bussières
Marcel Raymond Bussières, född 3 november 1907 i Ivry-la-Bataille, död 29 april 1982 i Paris, var en fransk skådespelare och manusförfattare. Bussières filmdebuterade 1933 och medverkade fram till 1982 i fler än 160 filmer där han ofta gjorde större biroller. I Sverige mest känd för sin roll som fransk agent i filmen Mannen som slutade röka från 1972. Han var gift med skådespelerskan Annette Poivre.

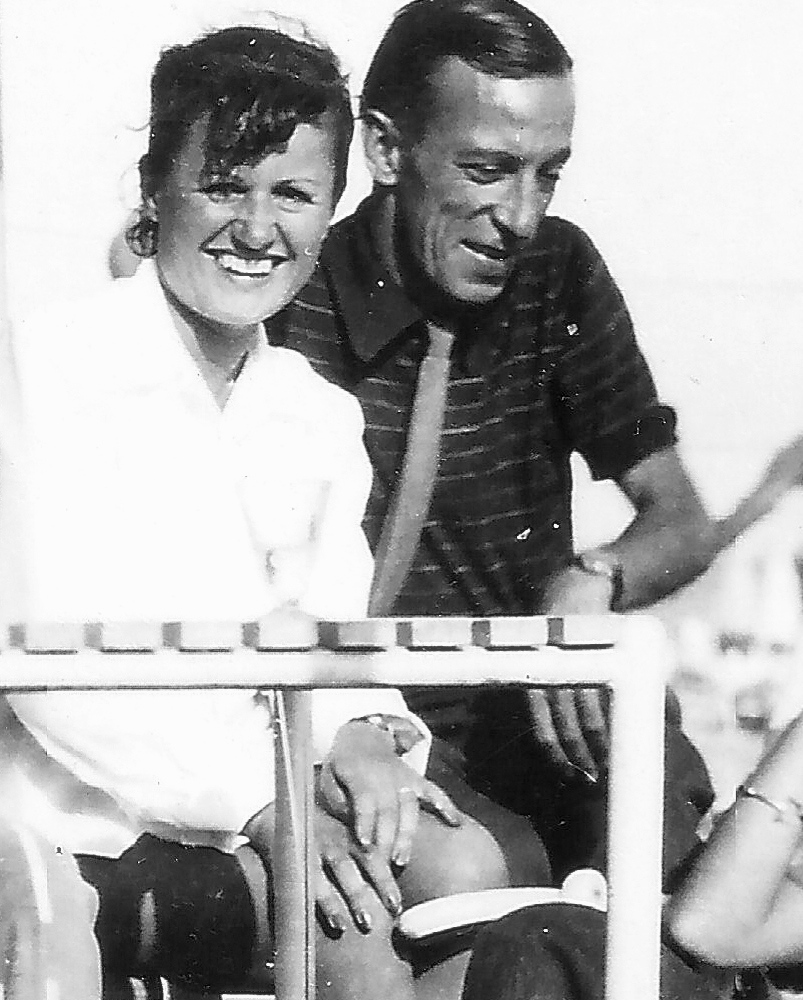
Raymond Bussières tillsammans med makan Annette Poivre, i Cannes den 14 juni 1948.

## Filmografi, urval
- 1946 – Nattens portar
- 1950 – Rättvisa har skipats
- 1952 – Möte under stjärnorna
- 1952 – Nattens skönheter
- 1957 – Drömmarnas gränd
- 1961 – Fanny
- 1964 – Livat i Paris
- 1972 – Mannen som slutade röka
- 1976 – En fluga i soppan
- 1976 – Jonas - som blir 25 år 2000
- 1978 – Nu sticker vi
- 1980 – Dumskallarna
- 1980 – Fågeln och tyrannen (röst)